# Johannes Kaltenmarkter
Johannes Kaltenmarkter (auch Johann; latinisiert: Iohannes Kaltenmarckter; * um 1450 in Salzburg; † 30. April 1506 in Wien) war ein römisch-katholischer Geistlicher, Theologe und Rechtswissenschaftler.

## Leben
Kaltenmarkter ist spätestens seit 1465 in Wien. Am 15. April 1465 wurde er als Johannes Kaltenmarter in die Matrikel der Wiener Universität eingetragen. Dort studierte er zunächst an der Philosophischen Fakultät und erwarb sich 1470 den philosophischen Magister. 1473 wechselte er an die Juristische Fakultät. Dort bekam er 1475 den juristischen Bakkalaureusgrad verliehen, vier Jahre darauf, 1479, das juristische Lizenziat. In dieser Zeit muss er bereits als Hochschullehrer an der Universität gewirkt haben, da er bereits 1480 Dekan der Juristischen Fakultät wurde.
Insgesamt war er von 1480 bis 1502 zehnmal Dekan dieser Fakultät. 1481 wurde er zum Doktor des kanonischen Rechts promoviert. Zudem war er zwischen 1480 und 1495 fünfmal Rektor der Universität.
Neben seiner Tätigkeit als Hochschullehrer an der juristischen Fakultät betrieb er das Studium an der Theologischen Fakultät weiter und erhielt dort 1483 das theologische Lizenziat sowie 1488 die Promotion zum Dr. theol. Seine Ernennung zum Vizekanzler der Universität durch Bernhard von Rohr wurde durch dessen Amtsverlust als Administrator des Wiener Bistums hinfällig.
Kaltenmarkter war neben seiner akademischen Tätigkeit als Geistlicher tätig. Zunächst war er von 1480 bis 1486 Pfarrer an der Michaelerkirche. 1484 tritt er auch als Oberster Kaplan an der Kirche Maria am Gestade in Erscheinung. Von 1485 bis zu seinem Tod war er Domherr am Wiener Stephansdom, ab 1486 dann auch Domherr am Passauer Dom sowie von 1489 bis 1497 und ab 1500 ebenfalls bis zu seinem Tod außerdem bischöflich-passauischer Offizial in Österreich unter der Enns. Daneben tritt er von 1486 bis 1492 als Oberster Kaplan der Moranduskapelle am Stephansdom auf. Daneben hatte er wohl noch weitere Benefiziate. Ab 1500 tritt er zudem als Domherr am Regensburger Dom in Erscheinung.
Er wurde im Wiener Stephansdom beigesetzt.

## Streit mit der Wiener Theologischen Fakultät
Kaltenmarkter hat keine gelehrten Schriften hinterlassen. In der Literatur blieb er vielmehr durch seine Polemik gegen die Privilegien der Bettelorden und dem folgenden Streit mit der theologischen Fakultät vertreten. Ein Streit, der Wellen bis nach Rom schlug. Kaltenmarkter vertrat die Ansicht, dass vor Ordenspriestern abgelegte Beichten nicht den Anforderungen des Vierten Laterankonzils von 1215 genügen. Er sprach zudem dem Papst das Recht ab, anderslautende Entschlüsse zu verlautbaren. Erstmals hatte er diese Ansicht 1483 verbreitet und musste diese nach Protesten aus der Theologischen Fakultät seiner Universität widerrufen.
1490 klagte ihn der Dekan der Theologischen Fakultät Ulrich Zehenter abermals an und warf ihm vor, die Thesen wieder zu vertreten. Den erneut geforderten Widerruf versagt Kaltenmarkter dieses Mal und wandte sich an den zu dieser Zeit in Wien verweilenden päpstlichen Legaten Angelus Ortoni, der seine Rechtfertigung annahm. Zehenter trug die Streitigkeit unbeeindruckt von der Bewertung des päpstlichen Legaten am 6. Oktober 1491 nach Rom. Papst Innozenz VIII. entschied nach Verhör Kaltenmarkters in Rom und dem Gutachten zweier Kardinäle am 30. Juni 1492, dass Kaltenmarkter widerrufen habe und dies auch vor der Wiener Universität zu tun habe. Außerdem wurde er für ein Jahr vom Lehramt suspendiert. Darüber hinaus ging er straffrei aus. Am 23. Oktober 1492 widerrief Kaltenmarkter schließlich vor einem breiten Publikum der Universität sowie vor religiösen und weltlichen Vertretern in einem juristischen Hörsaal in Wien.
Kaltenmarkter soll darüber hinaus an anderen akademischen Streitigkeiten beteiligt gewesen sein.